# Sandro Cuomo
Sandro Cuomo (* 21. října 1962 Neapol, Itálie) je bývalý italský sportovní šermíř, který se specializoval na šerm kordem.
Itálii reprezentoval od roku 1981 19 let. Na olympijských hrách startoval v roce 1984, 1988, 1992 a 1996. V soutěži jednotlivců bylo jeho maximem čtvrté místo na olympijských hrách v roce 1988. V roce 1989 obsadil na mistrovství světa v soutěži jednotlivců druhé místo. Patřil k oporám silného italského družstva kordistů, se kterým získal v roce 1996 zlatou olympijskou medaili a tři tituly mistra světa z let 1989, 1990 a 1993.